# Juan Bautista Oreja
Juan Bautista Oreja (Errazkin, Navarra, mort el 1985), més conegut com a Oreja III, fou un jugador professional de pilota basca a mà, en la posició de davanter.
Va debutar el 1969, després de guanyar com a pilotari aficionat dos campionats d'Espanya juvenils, el 1967 i el 1968.

## Palmarés
- Subcampió per parelles: 1984 i 1985.